# She Said
She Said — третий студийный альбом американской рок-группы Starcrawler, вышедший 16 сентября 2022 года на лейбле Big Machine Records и спродюсированный Тайлером Бейтсом. Альбом был поддержан четырьмя синглами.

## Об альбоме
Альбом She Said был воспринят как отход от панковских корней предыдущих альбомов Starcrawler, и критики назвали его «переходом от одного к другому» между более быстрыми рок-песнями и мягкими мелодиями в стиле кантри с использованием педальных слайд-гитар и банджо. Гитарист и основатель группы Анри Кэш заявил, что группа хотела отойти от написания исключительно панк-песен.

## Отзывы
| Совокупная оценка    | Совокупная оценка |
| Источник             | Оценка            |
| -------------------- | ----------------- |
| Metacritic           | 69/100            |
| Оценки критиков      |                   |
| Источник             | Оценка            |
| Classic Rock         | [ 6 ]             |
| DIY                  | [ 7 ]             |
| The Line of Best Fit | 6/10              |
| Wall of Sound AU     | 8.5/10            |

She Said получил «в целом благоприятные» отзывы критиков. На сайте Metacritic, который присваивает средневзвешенный рейтинг из 100 баллов рецензиям мейнстримных изданий, этот релиз получил средний балл 69 на основе 5 рецензий.

## Список композиций
| №   | Название        | Автор(ы)                                               | Длительность |
| --- | --------------- | ------------------------------------------------------ | ------------ |
| 1.  | «Roadkill»      | Arrow De Wilde, Henri Cash, Tim Franco                 |              |
| 2.  | «She Said»      | De Wilde, Henri Cash, Franco                           |              |
| 3.  | «Stranded»      | Cash                                                   |              |
| 4.  | «Thursday»      | De Wilde, Henri Cash, Franco                           |              |
| 5.  | «Broken Angels» | De Wilde, Henri Cash, Franco                           |              |
| 6.  | «Jet Black»     | De Wilde, Bill Cash, Henri Cash, Franco, Seth Carolina |              |
| 7.  | «True»          | De Wilde, Henri Cash, Franco                           |              |
| 8.  | «Midnight»      | De Wilde, Bill Cash, Henri Cash, Franco, Carolina      |              |
| 9.  | «Runaway»       | De Wilde, Henri Cash, Franco                           |              |
| 10. | «Better Place»  | Henri Cash                                             |              |

## Чарты
| Чарт (2022)                                   | Высшая позиция |
| --------------------------------------------- | -------------- |
| Шотландия (Scottish Albums Chart)             | 60             |
| Великобритания (UK Rock & Metal Albums Chart) | 6              |